# 櫻井弘晃
櫻井 弘晃(さくらい ひろあき、1965年12月3日 - )は、日本の法学者。九州国際大学学長。民法（親族法、相続法）。

## 略歴
- 1989年専修大学法学部法律学科卒業[1]
- 1996年専修大学大学院法学研究科民事法学専攻博士後期課程満期退学、埼玉短期大学講師
- 2005年九州国際大学法学部助教授
- 2007年同校教授
- 2013年同校法学部長
- 2018年同校副学長、一般社団法人学生キャリアサプリ研究会代表理事(会長)を兼任[2]
- 2022年同校学長就任[3]

## 学会、学外活動
- 日本家族学会
- 日本私法学会
- 産業医科大学倫理委員会委員
- 日本高等教育評価機構評価員

## 著書
- 『講説親族法・相続法』　不磨書房　1999年
- 『民法相続(スタンダール民法シリーズ)』　    共著　柳澤秀吉　堀田泰司 他　嵯峨野書院　2007年
- 『家族法(スタンダール民法シリーズ)』　　　共著　宮崎幹朗　矢鋪渉 他　柳勝司 偏　嵯峨野書院　2013年
- 『民法相続(スタンダール民法シリーズ)』　　共著　堀田泰司　柳勝司 偏　嵯峨野書院　2015年

## 論文
J-GLOBAL 櫻井弘晃